# Wisła Cracovie (football)
Pour un article plus général, voir Wisła Cracovie.
Maillots
Le Wisła Cracovie (prononcer /'viswa ˈkrakuf/) est un club polonais omnisports basé à Cracovie et fondé en 1906. Cet article traite de sa section football.
Il tire son nom de la Vistule (Wisła en polonais), fleuve qui traverse Cracovie. Le troisième club le plus titré de l'histoire du pays (en termes de championnats gagnés), derrière le Górnik Zabrze et le Ruch Chorzów, est présidé par Rafał Wisłocki et Jarosław Królewski depuis janvier 2019.
Le Wisła reçoit ses adversaires au stade Henryk Reyman, qui peut accueillir jusqu'à 33 326 personnes.

## Histoire

### Repères historiques

#### Les premiers jours du Wisła
L'histoire du Wisła Cracovie commence probablement en octobre 1906, quand Tadeusz Konczyński organise le Kraków Błonia, premier tournoi de football dans la ville. Il fonde également quatre autres équipes universitaires, et fait venir les équipements exclusivement d'Angleterre. L'équipe est alors vêtue de bleu clair, et porte un short noir. C'est d'ailleurs pour cela que les joueurs sont surnommés à l'époque « les Bleus ». Le tout premier capitaine du club, Józef Szkolnikowski (gardien de but), donne pour la première fois au club le nom de Wisła. Le tout premier président du Wisła Cracovie est alors Tadeusz Łopuszański.

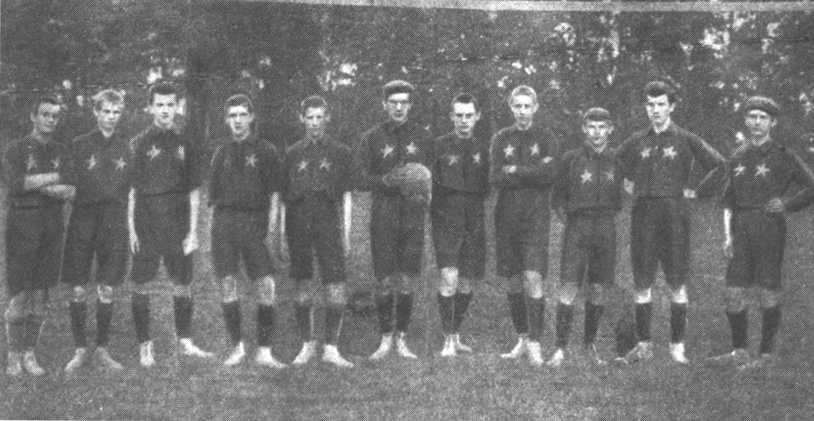
L'équipe en 1907.

En septembre 1907, « les Rouges » de Jenkner fusionnent avec le Wisła, puis peu après avec « les Roses ». Le club prend alors le nom de Towarzystwo Sportowe Wisła, et existe officiellement. Les maillots bleus sont changés en rouge, mais le short noir reste identique. Quand les premiers uniformes arrivent de Berlin, deux étoiles bleues apparaissent sur la tunique. Avec le temps, seulement une seule reste, et sa couleur vire au blanc. Ce fait de l'histoire donne le surnom définitif du Wisła : Biała Gwiazda (Étoile Blanche).

#### Un club important en Pologne
Vers les années 1920-1930, le Wisła commence à se stabiliser en championnat, lui qui connaissait auparavant des hauts et des bas, marqués par les bonnes saisons et les relégations en seconde division (par trois fois). En 1927, Cracovie remporte difficilement la première édition officielle du championnat de Pologne, et obtient ainsi le second titre de son histoire, après la Coupe de Pologne gagnée un an plus tôt. Le Wisła termine devant le 1. FC Katowice, grâce notamment à sa fabuleuse attaque composée de Henryk Reyman (trente-sept buts), formé au club et présent depuis 1910, Józef Adamek (seize buts), Stanisław Czulak (quatorze buts) et Mieczysław Balcer (treize buts).

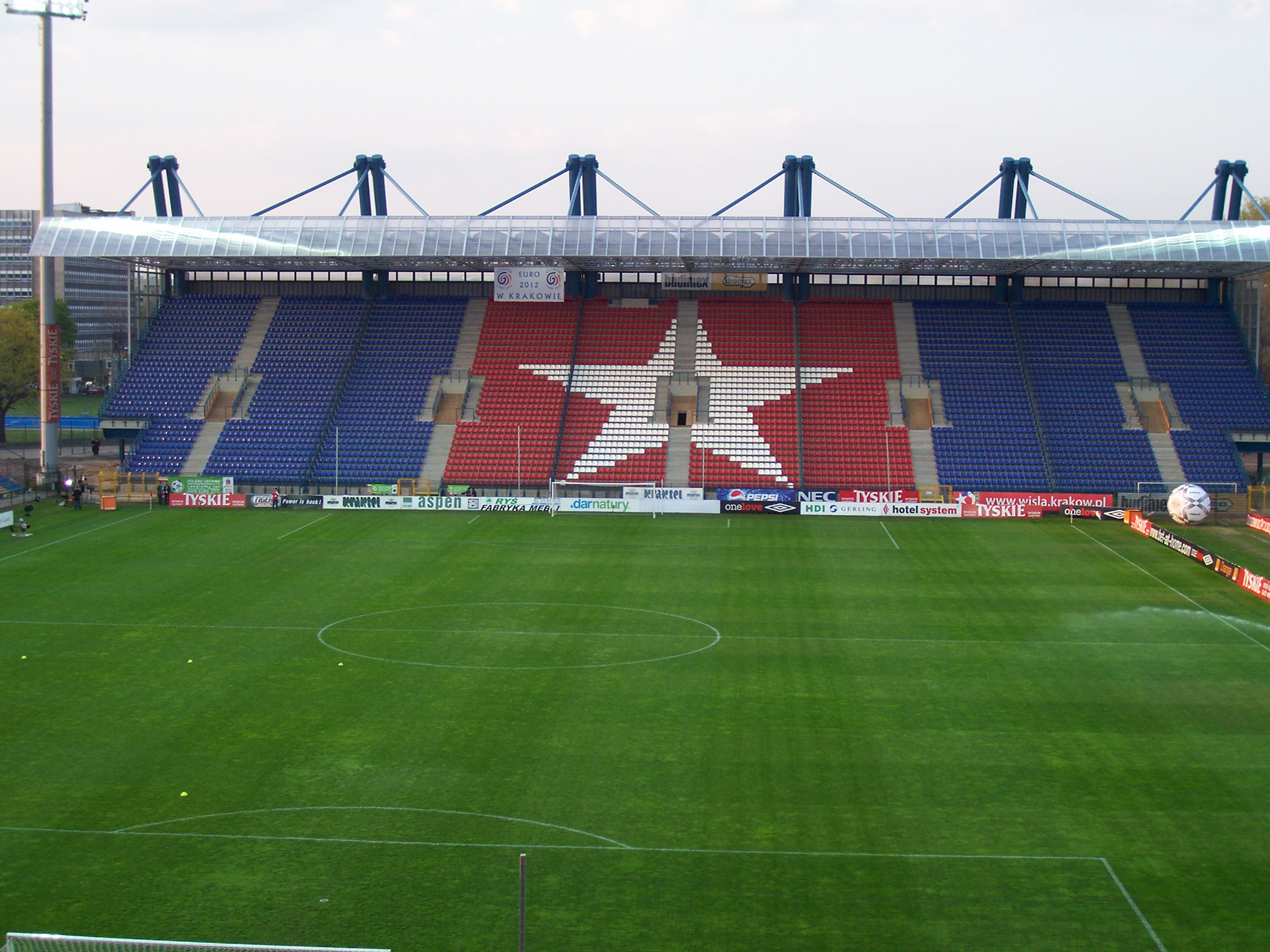
Tribune Nord du Stade Henryk Reyman.

Durant trente-cinq saisons (de 1923 à 1964), troublées par la Seconde Guerre mondiale qui oblige le club à fermer ses portes quelques années, le Wisła continue à figurer au premier plan national, en compagnie du Górnik Zabrze et du Ruch Chorzów. Les trois formations se disputent chaque année la première place, Cracovie cédant petit à petit du terrain à ces deux derniers.

#### L'apparition sur la scène continentale
Sur la scène européenne, Cracovie apparaît dans les trois tournois différents. Sa première apparition dans ce genre de compétition remonte à la saison 1966-1967, quand le Wisła, après avoir acquis une place de second l'année précédente, rencontre pour la dernière édition de l'International football cup (ancêtre de la Coupe Intertoto) le FK Inter Bratislava, Malmö et le 1. FC Kaiserslautern, et termine à une honorable deuxième place, à un point des quarts de finale et d'un match contre les néerlandais du Go Ahead Eagles.
Néanmoins, son plus grand succès reste celui de la saison 1978-1979, lorsque le club atteint les quarts de finale de la Ligue des Champions, en battant la grande équipe du FC Bruges, championne de Belgique en titre et finaliste de la précédente édition. Les Rouges et Blancs se font finalement éliminer par le Malmö FF (trois buts à cinq), après une victoire deux à un au match aller. Le Wisła atteint également par deux fois les huitièmes de finale de la Coupe des vainqueurs de coupe en 1967-1968 et 1984-1985, sorti cinq à zéro et trois à deux par Hambourg et le Fortuna Sittard respectivement. L'Étoile Blanche participe, au total, à onze éditions de la Coupe UEFA.
Le 20 octobre 1998, lors du seizième de finale de la Coupe UEFA 1998-1999 face au Parme AC (score 1-1), un supporter de Wisła Cracovie lance un couteau qui atterrit sur la tête de Dino Baggio. Ce dernier recevra cinq points de suture. À la suite de cet incident, l'UEFA suspend le club de compétition européenne pour un an et le supporter est condamné à six ans et demi de prison.
Après deux saisons réussies en 2005 et 2006, le Wisła se classe à une médiocre huitième place la saison suivante, le privant de toute compétition européenne.

#### Viser plus haut?

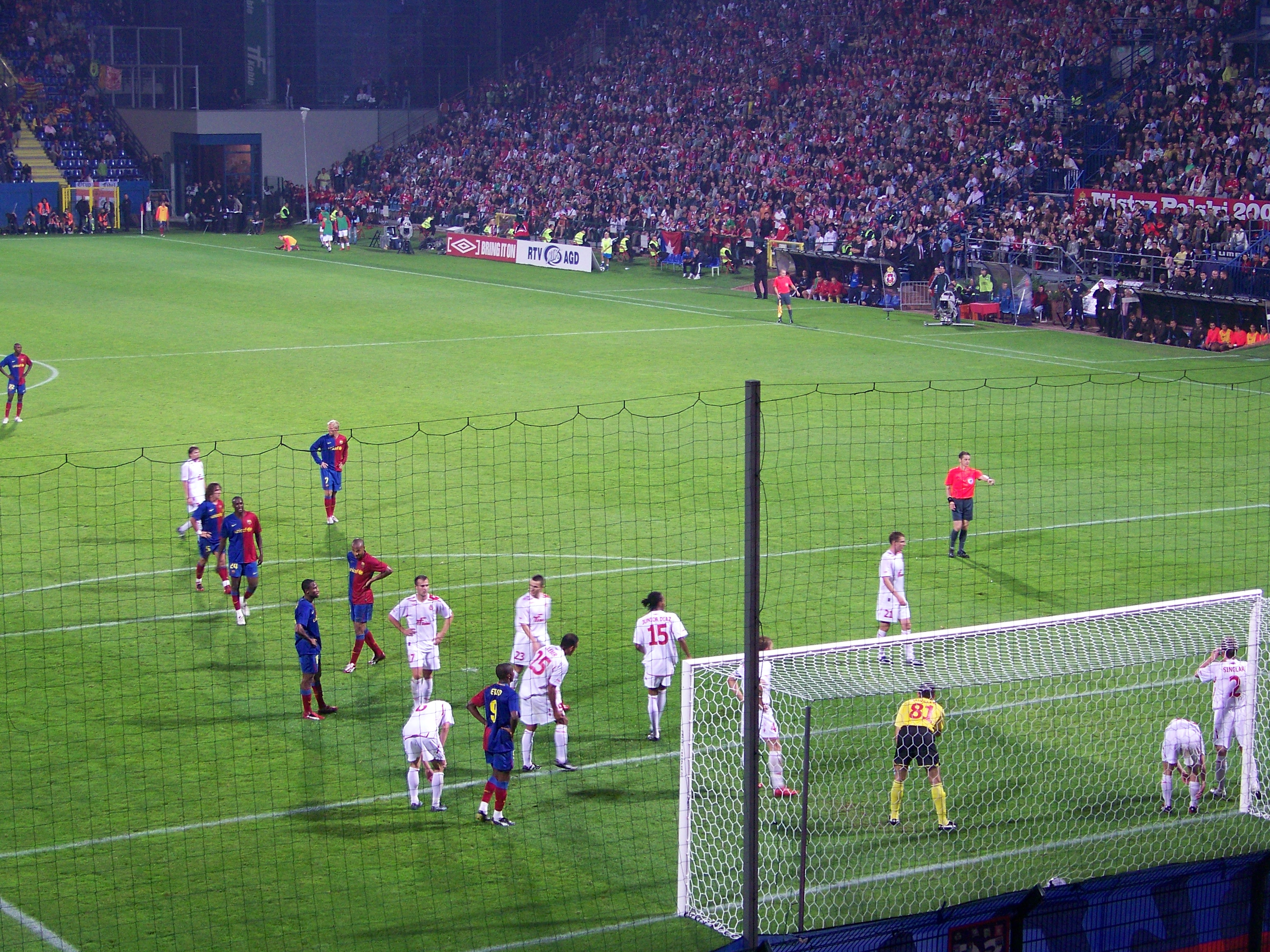
Le Wisła contre Barcelone.

Lors de la saison 2007-2008, le Wisła gagne le premier Trophée de Chicago, disputé dans l'Illinois en juillet. Le club polonais écarte le FC Séville, tout juste vainqueur pour la seconde fois d'affilée de la Coupe UEFA. Le Wisła ne peut pas défendre son titre l'année suivante, la compétition cessant toute activité. Il est important de préciser que ce tournoi revêt une importance particulière pour le Wisła et pour la communauté polonaise, puisque Chicago revendique la plus grande population polonaise installée hors du pays. En championnat, le Wisła enchaîne les victoires, le propulsant à une confortable première place à la mi-saison. Le club est déclaré champion d'automne plusieurs semaines à l'avance. En tête depuis la dixième journée, le Wisła ne lâche pas son fauteuil, et écrase le championnat. Le 19 avril 2008, il est sacré champion, trois ans après son dernier titre de 2005. 
Qualifié pour le second tour de la Ligue des Champions, le Wisła a pour objectif d'atteindre les poules. Après avoir disposé facilement du Betar Jérusalem, Cracovie est confrontée au géant barcelonais, qui affirme son rang de favori et l'écarte de la compétition. En Ekstraklasa, Cracovie joue le titre mais subit une plus forte concurrence. Après une longue domination du Lech Poznań, le Wisła prend la tête à trois journées de la fin, et est sacré pour la deuxième fois consécutive champion. Vice-champion en 2010, le club est de nouveau titré en 2011.

#### La chute
En 2018, la situation financière du club est inquiétante, la recherche d'un investisseur est lancée. Le 19 décembre 2018, le Wisła annonce la vente de la section football au consortium de fonds d'investissement anglo-luxembourgeois, Alelega Luxembourg Sarl (60% des actions) et Noble Capital Partners Ltd (40%). L'ancien conseil d'administration et le conseil de surveillance ont démissionné et Adam Pietrowski devient président. Au début de 2019, le comité des licences de clubs a suspendu la licence à l' Ekstraklasa en raison de la situation juridique du club incertaine et de nombreuses violations au manuel des licences.
Après avoir résilié son contrat avec le VfL Wolfsbourg, Jakub Blaszczykowski, ancien joueur du club, décide de revenir dans le club de son enfance. Il accepterait de jouer gratuitement et verse 300 000 euros à son club de cœur, avec deux autres personnes ils fournissent les 4 millions de zlotys pour payer les arriérés de salaires des joueurs. La nouvelle structure du club s'engage à préparer de nouvelles prévisions financières avant la fin de la saison et reçoit le 22 janvier 2019 l'autorisation de continuer à jouer en première division.

### Dates importantes

Ancien logo du GTS Wisła Cracovie

- 1906 : Fondation du club sous le nom de TS Wisła Cracovie
- 1939 : Fermeture du club
- 1940 : Refondation du club sous le nom de DTSG Cracovie
- 1945 : Fermeture du club
- 1945 : Refondation du club sous le nom de TS Wisła Cracovie
- 1948 : Le club est renommé ZS Gwardia-Wisła Cracovie
- 1955 : Le club est renommé GTS Wisła Cracovie
- 1967 : 1re participation à une Coupe d'Europe (C2, saison 1967-68)
- 1991 : Le club est renommé TS Wisła Cracovie

## Bilan sportif

### Palmarès
| Compétitions nationales | Compétitions internationales | Compétitions régionales |
| --- | --- | --- |
| - Championnat de Pologne : - Champion (13) : 1927, 1928, 1949, 1950, 1978, 1999, 2001, 2003, 2004, 2005, 2008, 2009 et 2011 - Vice-champion (12) : 1923, 1930, 1931, 1936, 1947, 1948, 1966, 1981, 2000, 2002, 2006 et 2010 - Coupe de Pologne : - Vainqueur (5) : 1926, 1967, 2002, 2003 et 2024 - Finaliste (6) : 1951, 1954, 1979, 1984, 2000 et 2008 - Coupe de la Ligue : - Vainqueur (1) : 2001 - Finaliste (1) : 2002 - Supercoupe de Pologne : - Vainqueur (1) : 2001 - Finaliste (5) : 1999, 2004, 2008, 2009 et 2024 | - Coupe des clubs champions européens / Ligue des champions : - Meilleure performance : quart de finaliste en 1979 - Coupe d'Europe des vainqueurs de coupe : - Meilleure performance : huitième de finaliste en 1968 et 1985 - Coupe UEFA / Ligue Europa : - Meilleure performance : huitième de finaliste en 2003 | - Championnat de Galicie : - Vice-champion (1) : 1913 - Trophée des armoiries de la ville de Cracovie : - Vainqueur (11) : 1974, 1976, 1977, 1978, 1979, 1981, 1982, 1983, 1985, 1987 et 1989 - Coupe du recteur de l'Université Jagellonne : - Vainqueur (1) : 1993 - Trophée de Chicago : - Vainqueur (1) : 2007 |
| - Championnat de Pologne : - Champion (13) : 1927, 1928, 1949, 1950, 1978, 1999, 2001, 2003, 2004, 2005, 2008, 2009 et 2011 - Vice-champion (12) : 1923, 1930, 1931, 1936, 1947, 1948, 1966, 1981, 2000, 2002, 2006 et 2010 - Coupe de Pologne : - Vainqueur (5) : 1926, 1967, 2002, 2003 et 2024 - Finaliste (6) : 1951, 1954, 1979, 1984, 2000 et 2008 - Coupe de la Ligue : - Vainqueur (1) : 2001 - Finaliste (1) : 2002 - Supercoupe de Pologne : - Vainqueur (1) : 2001 - Finaliste (5) : 1999, 2004, 2008, 2009 et 2024 | Compétitions de jeunes | - Championnat de Galicie : - Vice-champion (1) : 1913 - Trophée des armoiries de la ville de Cracovie : - Vainqueur (11) : 1974, 1976, 1977, 1978, 1979, 1981, 1982, 1983, 1985, 1987 et 1989 - Coupe du recteur de l'Université Jagellonne : - Vainqueur (1) : 1993 - Trophée de Chicago : - Vainqueur (1) : 2007 |
| - Championnat de Pologne : - Champion (13) : 1927, 1928, 1949, 1950, 1978, 1999, 2001, 2003, 2004, 2005, 2008, 2009 et 2011 - Vice-champion (12) : 1923, 1930, 1931, 1936, 1947, 1948, 1966, 1981, 2000, 2002, 2006 et 2010 - Coupe de Pologne : - Vainqueur (5) : 1926, 1967, 2002, 2003 et 2024 - Finaliste (6) : 1951, 1954, 1979, 1984, 2000 et 2008 - Coupe de la Ligue : - Vainqueur (1) : 2001 - Finaliste (1) : 2002 - Supercoupe de Pologne : - Vainqueur (1) : 2001 - Finaliste (5) : 1999, 2004, 2008, 2009 et 2024 | - Championnat de Pologne des réserves : - Champion (1) : 2008 - Vice-champion (1) : 2009 - Championnat de Pologne des -19 ans : - Champion (9) : 1936, 1937, 1958, 1975, 1976, 1982, 1996, 1997 et 2000 - Championnat de Pologne des -17 ans : - Champion (1) : 2013                                                | - Championnat de Galicie : - Vice-champion (1) : 1913 - Trophée des armoiries de la ville de Cracovie : - Vainqueur (11) : 1974, 1976, 1977, 1978, 1979, 1981, 1982, 1983, 1985, 1987 et 1989 - Coupe du recteur de l'Université Jagellonne : - Vainqueur (1) : 1993 - Trophée de Chicago : - Vainqueur (1) : 2007 |

1. 1 2  Compétition disparue.

### Bilan par saison
| Saison  | Div.                                         | Clas.                                        | Cpe Pologne                                  | Cpe Ligue                                    | Cpe Europe                                   |
| 1923    | Ekstraklasa                                  | 2e                                           | -                                            | -                                            | -                                            |
| 1924    | Ekstraklasa                                  | -                                            | -                                            | -                                            | -                                            |
| 1925    | Ekstraklasa                                  | 3e                                           | -                                            | -                                            | -                                            |
| 1926    | Ekstraklasa                                  | -                                            | Vainqueur                                    | -                                            | -                                            |
| 1927    | Ekstraklasa                                  | 1er                                          | -                                            | -                                            | -                                            |
| 1928    | Ekstraklasa                                  | 1er                                          | -                                            | -                                            | -                                            |
| 1929    | Ekstraklasa                                  | 3e                                           | -                                            | -                                            | -                                            |
| 1930    | Ekstraklasa                                  | 2e                                           | -                                            | -                                            | -                                            |
| 1931    | Ekstraklasa                                  | 2e                                           | -                                            | -                                            | -                                            |
| 1932    | Ekstraklasa                                  | 6e                                           | -                                            | -                                            | -                                            |
| 1933    | Ekstraklasa                                  | 3e                                           | -                                            | -                                            | -                                            |
| 1934    | Ekstraklasa                                  | 3e                                           | -                                            | -                                            | -                                            |
| 1935    | Ekstraklasa                                  | 4e                                           | -                                            | -                                            | -                                            |
| 1936    | Ekstraklasa                                  | 2e                                           | -                                            | -                                            | -                                            |
| 1937    | Ekstraklasa                                  | 5e                                           | -                                            | -                                            | -                                            |
| 1938    | Ekstraklasa                                  | 3e                                           | -                                            | -                                            | -                                            |
| 1939    |                                              |                                              |                                              |                                              |                                              |
| à       | Pas de championnat : Seconde Guerre mondiale | Pas de championnat : Seconde Guerre mondiale | Pas de championnat : Seconde Guerre mondiale | Pas de championnat : Seconde Guerre mondiale | Pas de championnat : Seconde Guerre mondiale |
| 1945    |                                              |                                              |                                              |                                              |                                              |
| 1946    | Ekstraklasa                                  | 1/4                                          | -                                            | -                                            | -                                            |
| 1947    | Ekstraklasa                                  | 2e                                           | -                                            | -                                            | -                                            |
| 1948    | Ekstraklasa                                  | 2e                                           | -                                            | -                                            | -                                            |
| 1949    | Ekstraklasa                                  | 1er                                          | 1/8 finale                                   | -                                            | -                                            |
| 1950    | Ekstraklasa                                  | 1er                                          | -                                            | -                                            | -                                            |
| 1951    | Ekstraklasa                                  | 1er                                          | Finaliste                                    | -                                            | -                                            |
| 1952    | Ekstraklasa                                  | 3e                                           | 1/2 finale                                   | 3e                                           | -                                            |
| 1953    | Ekstraklasa                                  | 3e                                           | -                                            | -                                            | -                                            |
| 1954    | Ekstraklasa                                  | 8e                                           | Finaliste                                    | -                                            | -                                            |
| 1955    | Ekstraklasa                                  | 7e                                           | 1/8 finale                                   | -                                            | -                                            |
| 1956    | Ekstraklasa                                  | 5e                                           | 1/2 finale                                   | -                                            | -                                            |
| 1957    | Ekstraklasa                                  | 9e                                           | 1/4 finale                                   | -                                            | -                                            |
| 1958    | Ekstraklasa                                  | 7e                                           | -                                            | -                                            | -                                            |
| 1959    | Ekstraklasa                                  | 7e                                           | -                                            | -                                            | -                                            |
| 1960    | Ekstraklasa                                  | 8e                                           | -                                            | -                                            | -                                            |
| 1961    | Ekstraklasa                                  | 4e                                           | -                                            | -                                            | -                                            |
| 1962    | Ekstraklasa                                  | 6e                                           | -                                            | -                                            | -                                            |
| 1962-63 | Ekstraklasa                                  | 8e                                           | 1/16 finale                                  | -                                            | -                                            |
| 1963-64 | Ekstraklasa                                  | 13e                                          | 1/4 finale                                   | -                                            | -                                            |
| 1964-65 | I Liga                                       | 1er                                          | 1/4 finale                                   | -                                            | -                                            |
| 1965-66 | Ekstraklasa                                  | 2e                                           | 1/16 finale                                  | -                                            | -                                            |
| 1966-67 | Ekstraklasa                                  | 10e                                          | Vainqueur                                    | -                                            | Rappan, Groupes                              |
| 1967-68 | Ekstraklasa                                  | 12e                                          | 1/8 finale                                   | -                                            | C2, 2e tour                                  |
| 1968-69 | Ekstraklasa                                  | 7e                                           | 1/8 finale                                   | -                                            | -                                            |
| 1969-70 | Ekstraklasa                                  | 8e                                           | 1/16 finale                                  | -                                            | -                                            |
| 1970-71 | Ekstraklasa                                  | 8e                                           | 1/8 finale                                   | -                                            | -                                            |
| 1971-72 | Ekstraklasa                                  | 9e                                           | 1/8 finale                                   | -                                            | -                                            |
| 1972-73 | Ekstraklasa                                  | 5e                                           | 1/16 finale                                  | -                                            | Intertoto, Groupes                           |
| 1973-74 | Ekstraklasa                                  | 5e                                           | 1/8 finale                                   | -                                            | -                                            |
| 1974-75 | Ekstraklasa                                  | 4e                                           | 1/8 finale                                   | -                                            | Intertoto, Groupes                           |
| 1975-76 | Ekstraklasa                                  | 3e                                           | 1/16 finale                                  | -                                            | -                                            |
| 1976-77 | Ekstraklasa                                  | 10e                                          | 1/4 finale                                   | -                                            | C3, 2e tour                                  |
| 1977-78 | Ekstraklasa                                  | 1er                                          | 1/4 finale                                   | -                                            | -                                            |
| 1978-79 | Ekstraklasa                                  | 13e                                          | Finaliste                                    | -                                            | C1, 1/4 de finale                            |
| 1979-80 | Ekstraklasa                                  | 5e                                           | 1/8 finale                                   | -                                            | -                                            |
| 1980-81 | Ekstraklasa                                  | 2e                                           | 1/16 finale                                  | -                                            | -                                            |
| 1981-82 | Ekstraklasa                                  | 8e                                           | 1/4 finale                                   | -                                            | C3, 1er tour                                 |
| 1982-83 | Ekstraklasa                                  | 5e                                           | 1/4 finale                                   | -                                            | -                                            |
| 1983-84 | Ekstraklasa                                  | 11e                                          | Finaliste                                    | -                                            | -                                            |
| 1984-85 | Ekstraklasa                                  | 16e                                          | 1/16 finale                                  | -                                            | C2, 2e tour                                  |
| 1985-86 | I Liga                                       | 2e                                           | 1/16 finale                                  | -                                            | -                                            |
| 1986-87 | I Liga                                       | 4e                                           | 1/2 finale                                   | -                                            | -                                            |
| 1987-88 | I Liga                                       | 2e                                           | 1/32 finale                                  | -                                            | -                                            |
| 1988-89 | Ekstraklasa                                  | 12e                                          | 1/64 finale                                  | -                                            | -                                            |
| 1989-90 | Ekstraklasa                                  | 9e                                           | 1/8 finale                                   | -                                            | Intertoto, Groupes                           |
| 1990-91 | Ekstraklasa                                  | 3e                                           | 1/16 finale                                  | -                                            | -                                            |
| 1991-92 | Ekstraklasa                                  | 7e                                           | 1/16 finale                                  | -                                            | -                                            |
| 1992-93 | Ekstraklasa                                  | 10e                                          | 1/8 finale                                   | -                                            | -                                            |
| 1993-94 | Ekstraklasa                                  | 15e                                          | 1/16 finale                                  | -                                            | -                                            |
| 1994-95 | I Liga                                       | 3e                                           | 1/16 finale                                  | -                                            | -                                            |
| 1995-96 | I Liga                                       | 2e                                           | 1/16 finale                                  | -                                            | -                                            |
| 1996-97 | Ekstraklasa                                  | 12e                                          | 1/8 finale                                   | -                                            | -                                            |
| 1997-98 | Ekstraklasa                                  | 3e                                           | 1/16 finale                                  | -                                            | -                                            |
| 1998-99 | Ekstraklasa                                  | 1er                                          | 1/8 finale                                   | -                                            | C3, 2e tour                                  |
| 1999-00 | Ekstraklasa                                  | 2e                                           | Finaliste                                    | 1/4 finale                                   | -                                            |
| 2000-01 | Ekstraklasa                                  | 1er                                          | 1/16 finale                                  | Vainqueur                                    | C3, 2e tour                                  |
| 2001-02 | Ekstraklasa                                  | 2e                                           | Vainqueur                                    | Finaliste                                    | C3, 2e tour                                  |
| 2002-03 | Ekstraklasa                                  | 1er                                          | Vainqueur                                    | -                                            | C3, 1/8 finale                               |
| 2003-04 | Ekstraklasa                                  | 1er                                          | 1/16 finale                                  | -                                            | C3, 2e tour                                  |
| 2004-05 | Ekstraklasa                                  | 1er                                          | 1/2 finale                                   | -                                            | C3, 1er tour                                 |
| 2005-06 | Ekstraklasa                                  | 2e                                           | 1/8 finale                                   | -                                            | C3, 1er tour                                 |
| 2006-07 | Ekstraklasa                                  | 8e                                           | 1/8 finale                                   | 1/2 finale                                   | C3, Groupes                                  |
| 2007-08 | Ekstraklasa                                  | 1er                                          | Finaliste                                    | 1/2 finale                                   | -                                            |
| 2008-09 | Ekstraklasa                                  | 1er                                          | 1/4 finale                                   | Groupes                                      | C3, 1er tour                                 |

### Bilan européen

#### Bilan
| Compétition              | P  | M   | V  | N  | D  | BP  | BC  | Diff. |
| ------------------------ | -- | --- | -- | -- | -- | --- | --- | ----- |
| Ligue des champions (C1) | 8  | 32  | 15 | 4  | 13 | 58  | 50  | +8    |
| Coupe des coupes (C2)    | 2  | 8   | 5  | 0  | 3  | 17  | 12  | +5    |
| Ligue Europa (C3)        | 14 | 68  | 29 | 16 | 23 | 109 | 88  | +21   |
| Ligue Conférence (C4)    | 1  | 4   | 2  | 0  | 2  | 9   | 11  | -2    |
| Total                    | 25 | 112 | 51 | 20 | 41 | 197 | 162 | +35   |

#### Résultats
Légende
- Victoire ou qualification pour le tour suivant
- Match nul
- Défaite ou élimination de la compétition

Note : dans les résultats ci-dessous, le score du club est toujours donné en premier
| Saison    | Compétition               | Tour                | Club                  | Domicile | Extérieur | Total               |
| --------- | ------------------------- | ------------------- | --------------------- | -------- | --------- | ------------------- |
| 1967-1968 | Coupe des coupes          | Premier tour        | HJK Helsinki          | 4 - 0    | 4 - 1     | 8 - 1               |
| 1967-1968 | Coupe des coupes          | Deuxième tour       | Hambourg SV           | 0 - 1    | 0 - 4     | 0 - 5               |
| 1976-1977 | Coupe UEFA                | Premier tour        | Celtic FC             | 4 - 0    | 2 - 2     | 4 - 2               |
| 1976-1977 | Coupe UEFA                | Deuxième tour       | RWD Molenbeek         | 1 - 1    | 1 - 1 ap  | 2 - 2 (4 - 5 tab)   |
| 1978-1979 | Coupe des clubs champions | Premier tour        | Club Bruges           | 3 - 1    | 1 - 2     | 4 - 3               |
| 1978-1979 | Coupe des clubs champions | Deuxième tour       | Zbrojovka Brno        | 1 - 1    | 2 - 2     | 3E - 3              |
| 1978-1979 | Coupe des clubs champions | Quarts de finale    | Malmö FF              | 2 - 1    | 1 - 4     | 3 - 5               |
| 1981-1982 | Coupe UEFA                | Premier tour        | Malmö FF              | 1 - 3    | 0 - 2     | 1 - 5               |
| 1984-1985 | Coupe des coupes          | Premier tour        | ÍB Vestmannaeyja      | 4 - 2    | 3 - 1     | 7 - 3               |
| 1984-1985 | Coupe des coupes          | Deuxième tour       | Fortuna Sittard       | 2 - 1    | 0 - 2     | 2 - 3               |
| 1998-1999 | Coupe UEFA                | Premier tour Q      | Newtown AFC           | 7 - 0    | 0 - 0     | 7 - 0               |
| 1998-1999 | Coupe UEFA                | Deuxième tour Q     | Trabzonspor           | 5 - 1    | 2 - 1     | 7 - 2               |
| 1998-1999 | Coupe UEFA                | Premier tour        | Teatanic Maribor      | 3 - 0    | 2 - 0     | 5 - 0               |
| 1998-1999 | Coupe UEFA                | Deuxième tour       | Parme AC              | 1 - 1    | 1 - 2     | 2 - 3               |
| 2000-2001 | Coupe UEFA                | Tour préliminaire   | Željezničar Sarajevo  | 3 - 1    | 0 - 0     | 3 - 1               |
| 2000-2001 | Coupe UEFA                | Premier tour        | Real Saragosse        | 4 - 1 ap | 1 - 4     | 5 - 5 (4 - 3 tab)   |
| 2000-2001 | Coupe UEFA                | Deuxième tour       | FC Porto              | 0 - 0    | 0 - 3     | 0 - 3               |
| 2001-2002 | Ligue des champions       | Deuxième tour Q     | Skonto Riga           | 3 - 1    | 0 - 0     | 3 - 1               |
| 2001-2002 | Ligue des champions       | Troisième tour Q    | FC Barcelone          | 3 - 4    | 0 - 1     | 3 - 5               |
| 2001-2002 | Coupe UEFA                | Premier tour        | Hajduk Split          | 1 - 0    | 2 - 2     | 3 - 2               |
| 2001-2002 | Coupe UEFA                | Deuxième tour       | Inter Milan           | 1 - 0    | 0 - 2     | 1 - 2               |
| 2002-2003 | Coupe UEFA                | Tour préliminaire   | Glentoran FC          | 4 - 0    | 2 - 0     | 6 - 0               |
| 2002-2003 | Coupe UEFA                | Premier tour        | NK Primorje           | 6 - 1    | 2 - 0     | 8 - 1               |
| 2002-2003 | Coupe UEFA                | Deuxième tour       | Parme AC              | 4 - 1 ap | 1 - 2     | 6 - 3               |
| 2002-2003 | Coupe UEFA                | Seizièmes de finale | Schalke 04            | 1 - 1    | 4 - 1     | 5 - 2               |
| 2002-2003 | Coupe UEFA                | Huitièmes de finale | Lazio Rome            | 1 - 2    | 3 - 3     | 4 - 5               |
| 2003-2004 | Ligue des champions       | Deuxième tour Q     | Omonia Nicosie        | 5 - 2    | 2 - 2     | 7 - 4               |
| 2003-2004 | Ligue des champions       | Troisième tour Q    | RSC Anderlecht        | 0 - 1    | 1 - 3     | 1 - 4               |
| 2003-2004 | Coupe UEFA                | Premier tour        | NEC Nimègue           | 2 - 1    | 2 - 1     | 4 - 2               |
| 2003-2004 | Coupe UEFA                | Deuxième tour       | Vålerenga             | 0 - 0 ap | 0 - 0     | 0 - 0 (3 - 4 tab)   |
| 2004-2005 | Ligue des champions       | Deuxième tour Q     | WIT Georgia Tbilissi  | 3 - 0    | 8 - 2     | 11 - 2              |
| 2004-2005 | Ligue des champions       | Troisième tour Q    | Real Madrid           | 0 - 2    | 1 - 3     | 1 - 5               |
| 2004-2005 | Coupe UEFA                | Premier tour        | Dinamo Tbilissi       | 4 - 3    | 1 - 2     | 5 - 5E              |
| 2005-2006 | Ligue des champions       | Troisième tour Q    | Panathinaïkos         | 3 - 1    | 1 - 4 ap  | 4 - 5               |
| 2005-2006 | Coupe UEFA                | Premier tour        | Vitória Guimarães     | 0 - 3    | 0 - 1     | 0 - 4               |
| 2006-2007 | Coupe UEFA                | Deuxième tour Q     | SV Mattersburg        | 4 - 0    | 2 - 0     | 6 - 0               |
| 2006-2007 | Coupe UEFA                | Premier tour        | Iraklis Thessalonique | 6 - 1    | 2 - 0     | 8 - 1               |
| 2006-2007 | Coupe UEFA                | Groupe E            | Blackburn Rovers      | 1 - 2    | N/A       | Quatrième           |
| 2006-2007 | Coupe UEFA                | Groupe E            | AS Nancy-Lorraine     | N/A      | 1 - 2     | Quatrième           |
| 2006-2007 | Coupe UEFA                | Groupe E            | FC Bâle               | 3 - 1    | N/A       | Quatrième           |
| 2006-2007 | Coupe UEFA                | Groupe E            | Feyenoord Rotterdam   | N/A      | 1 - 3     | Quatrième           |
| 2008-2009 | Ligue des champions       | Deuxième tour Q     | Beitar Jérusalem      | 5 - 0    | 1 - 2     | 6 - 2               |
| 2008-2009 | Ligue des champions       | Troisième tour Q    | FC Barcelone          | 1 - 0    | 0 - 4     | 1 - 4               |
| 2008-2009 | Coupe UEFA                | Premier tour        | Tottenham Hotspur     | 1 - 1    | 1 - 2     | 2 - 3               |
| 2009-2010 | Ligue des champions       | Deuxième tour Q     | Levadia Tallinn       | 1 - 1    | 0 - 1     | 1 - 2               |
| 2010-2011 | Ligue Europa              | Deuxième tour Q     | FK Šiauliai           | 5 - 0    | 2 - 0     | 7 - 0               |
| 2010-2011 | Ligue Europa              | Troisième tour Q    | Qarabağ FK            | 0 - 1    | 2 - 3     | 2 - 4               |
| 2011-2012 | Ligue des champions       | Deuxième tour Q     | Skonto Riga           | 2 - 0    | 1 - 0     | 3 - 0               |
| 2011-2012 | Ligue des champions       | Troisième tour Q    | Litex Lovetch         | 3 - 1    | 2 - 1     | 5 - 2               |
| 2011-2012 | Ligue des champions       | Barrages            | APOEL Nicosie         | 1 - 0    | 1 - 3     | 2 - 3               |
| 2011-2012 | Ligue Europa              | Groupe K            | FC Twente             | 2 - 1    | 1 - 4     | Deuxième            |
| 2011-2012 | Ligue Europa              | Groupe K            | Fulham FC             | 1 - 0    | 1 - 4     | Deuxième            |
| 2011-2012 | Ligue Europa              | Groupe K            | Odense BK             | 1 - 3    | 2 - 1     | Deuxième            |
| 2011-2012 | Ligue Europa              | Seizièmes de finale | Standard de Liège     | 1 - 1    | 0 - 0     | 1 - 1E              |
| 2024-2025 | Ligue Europa              | Premier tour Q      | Llapi Podujeve        | 2 - 0    | 2 - 1     | 4 - 1               |
| 2024-2025 | Ligue Europa              | Deuxième tour Q     | Rapid Vienne          | 1 - 2    | 1 - 6     | 2 - 8               |
| 2024-2025 | Ligue Conférence          | Troisième tour Q    | Spartak Trnava        | 3 - 1 ap | 1 - 3     | 4 - 4 (12 - 11 tab) |
| 2024-2025 | Ligue Conférence          | Barrages Q          | Cercle Bruges         | 1 - 6    | 4 - 1     | 5 - 7               |

### Records
- Premier match officiel : Wisła - Jutrzenka Cracovie : 4-0 (le 3 avril 1927)
- Le plus capé : Władysław Kawula (329 matches)
- Le meilleur buteur : Kazimierz Kmiecik (153 buts, 0.5 but/match)
- Plus large victoire : Wisła - TKS Toruń : 15-0 (le 11 septembre 1927)
- Plus large défaite : Legia Varsovie - Wisła : 12-0 (le 19 août 1956)
- Premier match européen : HJK Helsinki - Wisła : 1-4 (C2, le 20 septembre 1967)
- Le plus sélectionné avec la Pologne : Kazimierz Kmiecik (34 matches)

## Infrastructures

### Le stade
Le Wisła reçoit ses adversaires au stade Henryk Reyman, qui peut accueillir jusqu'à 33 326 personnes. Le stade porte le nom du joueur emblématique Henryk Tomasz Reyman à la suite d'une décision du conseil municipal de Cracovie, le 23 janvier 2008.

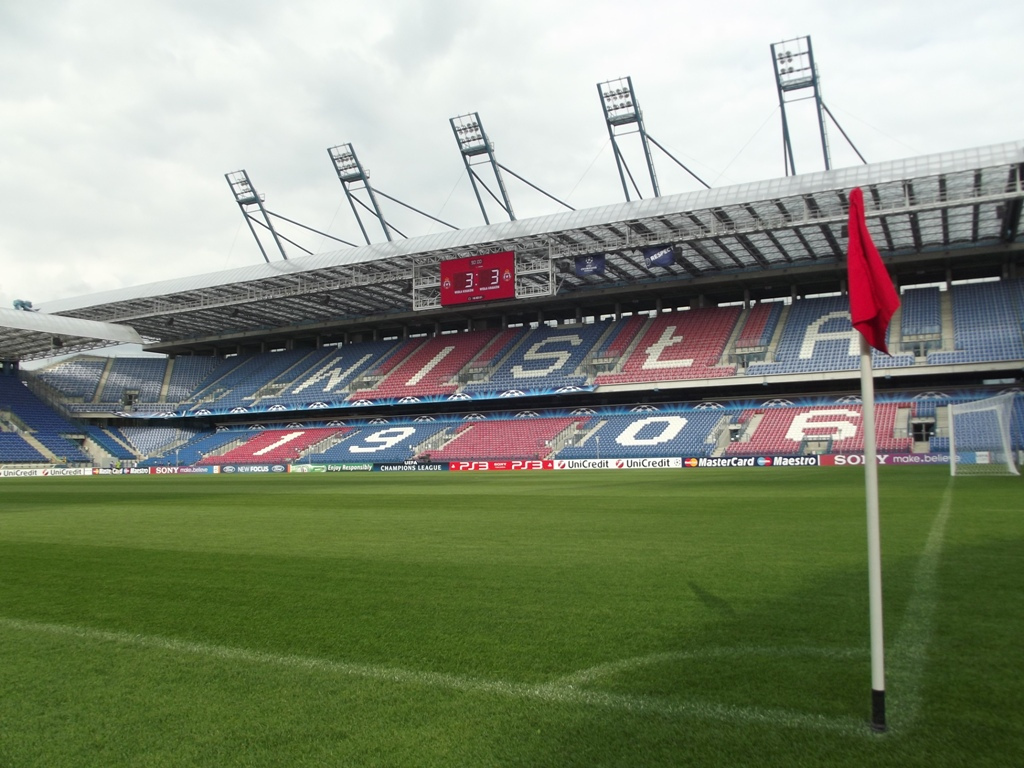
Stade du Wisła Kraków.
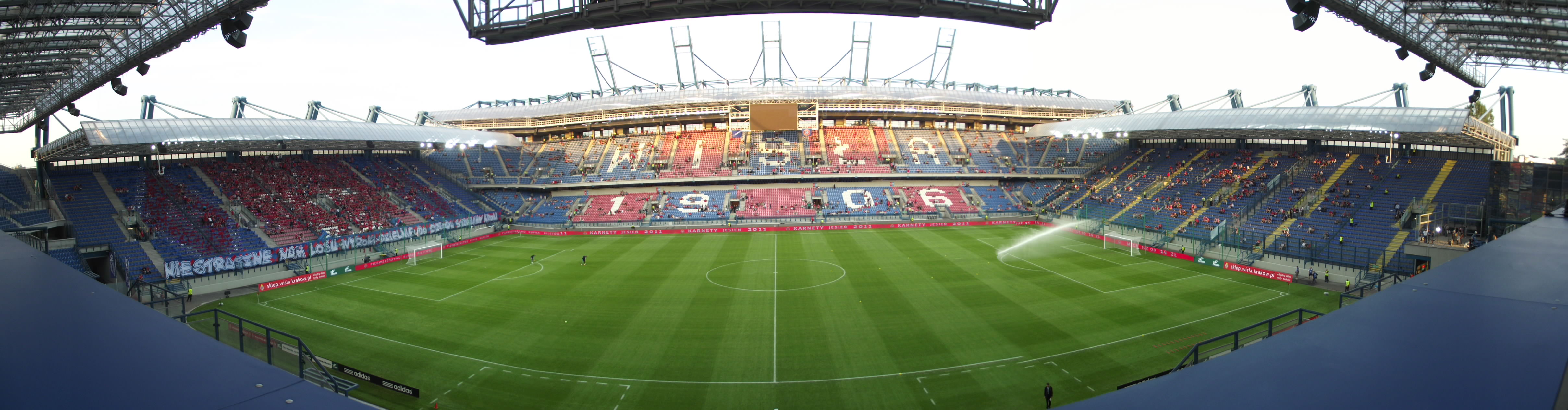
Vue générale du stade.
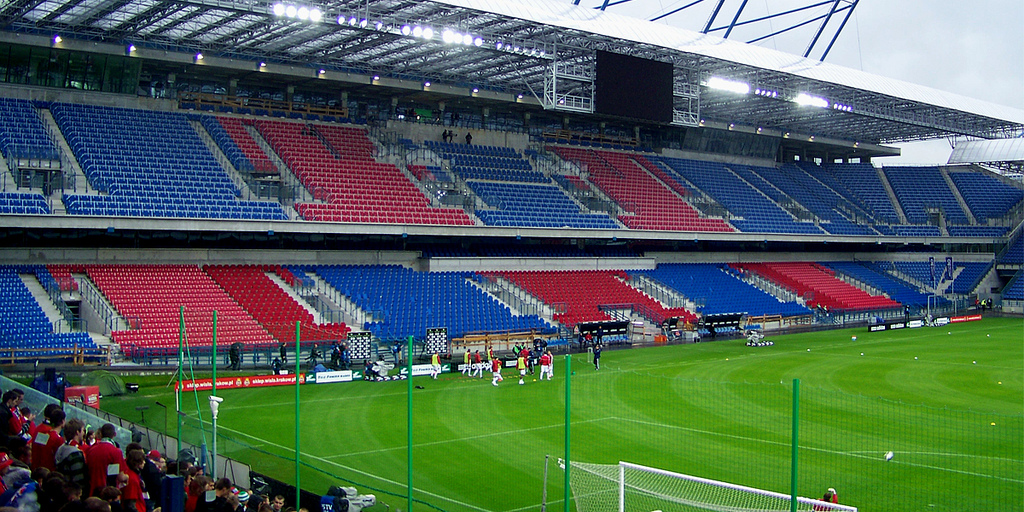
Tribune VIP Ouest.

### Centre d'entraînement
En juin 2013, le Wisła annonce avoir signé un accord avec la municipalité de Myślenice pour installer son nouveau centre d'entraînement dans la ville, située à une vingtaine de kilomètres de Cracovie. Cet accord d'utilisation est valable pendant vingt ans, à partir de janvier 2014, date de livraison du centre. Ce dernier sera composé d'un complexe de 1 000 m2, avec salles de sport et de bien-être, ainsi que de plusieurs terrains (dont un avec gazon artificiel). Cette décision fait suite à un partenariat entre les clubs des deux villes.

## Rivalités

### Le derby de Cracovie
Święta Wojna en polonais fait référence à la « guerre sainte » que mènent les supporters du Cracovia et du Wisła entre eux. Créés tous les deux en 1906, les deux clubs furent les premiers de Pologne, situés dans la même ville : Cracovie. La rivalité, vieille donc de plus de cent ans, a pris le nom de Święta Wojna, qui désignait auparavant les derbys entre le Makabbi et le Jutrzenka Cracovie. En 2006, le centième anniversaire du match a été joué. Près de mille policiers étaient sur place pour éviter tout débordement, fréquent lors du derby. En effet, l'affrontement Wisła - Cracovia est l'un des plus violents d'Europe chez les supporters, qui n'hésitent pas à utiliser des armes blanches pour en découdre, faisant plusieurs morts lors de la dernière décennie. Il est important de préciser que seuls les supporters des deux camps ont décidé de ne pas signer le « pacte de Poznań », qui interdit l'usage de toutes sortes d'armes lors des « ustawki » (bagarres de rues entre hooligans), et que tous les autres fans polonais ont adopté. Ce pacte a notamment été créé pour les rencontres de l'équipe nationale.
Au niveau sportif, c'est le Wisła qui est en tête, totalisant quatre-vingt-une victoires pour cinquante-sept défaites.

### Le classique polonais

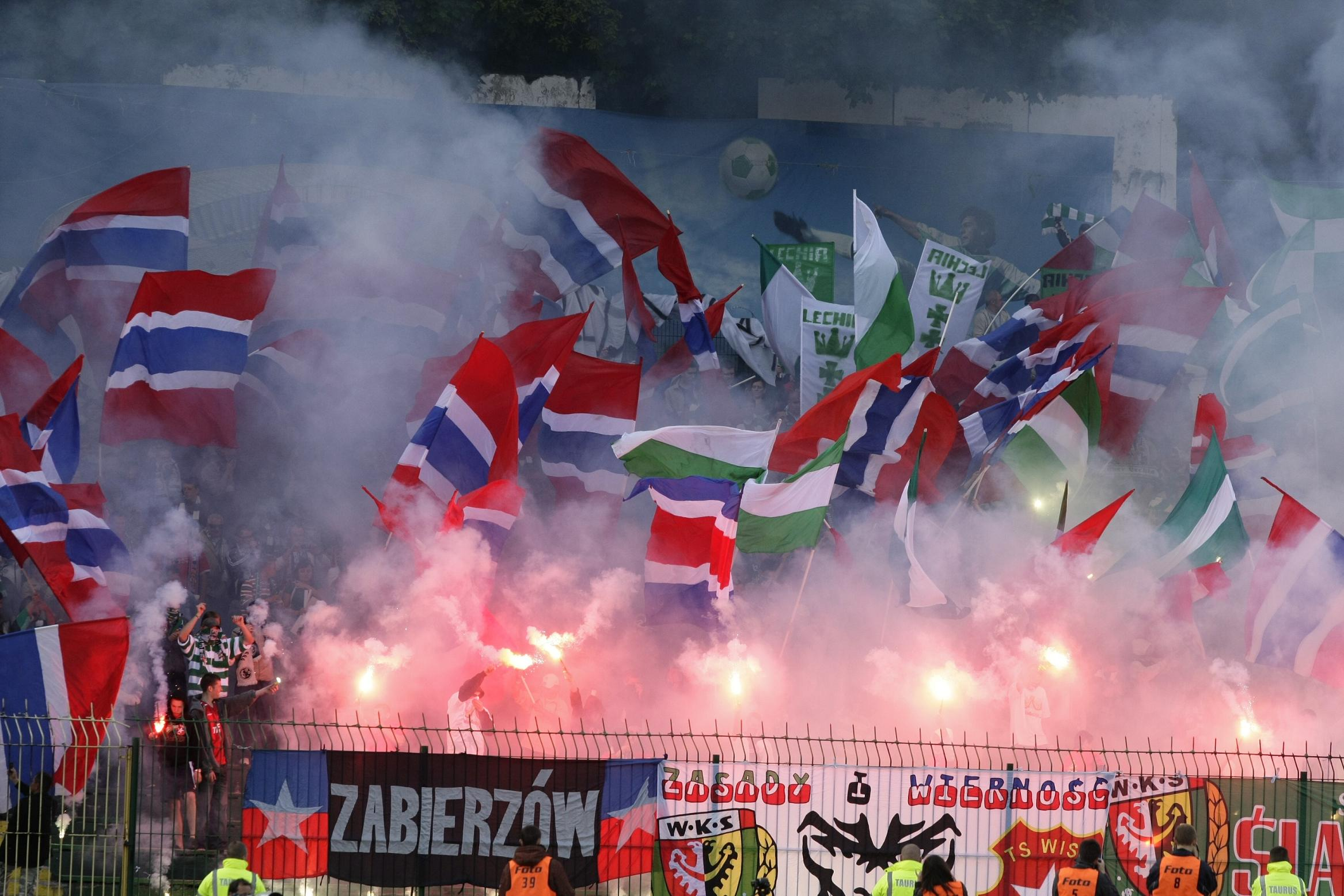

Le match entre le Wisła Cracovie et le Legia Varsovie est communément reconnu comme étant le plus important du championnat polonais. En effet, les deux équipes possèdent deux grands palmarès, et sont situées dans les deux plus importantes villes du pays, Varsovie et Cracovie étant respectivement capitale administrative et culturelle de Pologne. De plus, les différences régionales influent sur l'importance du match, opposant le Nord (Varsovie) au Sud (Cracovie).

### Autres
Du fait de sa rivalité avec le Cracovia, le Wisła est également opposé dans les tribunes à Poznań et à l'Arka Gdynia, alliés au Pasy.

## Alliances
Les supporters du Wisła étaient anciennement alliés avec ceux du  Lechia Gdańsk et du Slask Wroclaw. Les relations avec les supporters de ces deux clubs se sont considérablement dégradées après l'Euro 2016 en France où les supporters du Wisła ont créé de nouvelles coalitions qui ont déplu à leurs alliés. Ils ne font désormais plus tribune commune durant les matchs opposant leurs équipes, toutefois un respect mutuel survit tant bien que mal, particulièrement entre lambdas. 
Désormais les fans du Wisła se sont rapprochés de ceux du Ruch Chorzów et du Widziew Łódź, des clubs de 3e division anciennement au sommet de la hiérarchie et qui ont conservé une grande popularité. D'autres amitiés existent avec des clubs plus petits (Elana Toruń, Polonia Przemyśl ...) 
À l'échelle intercontinentale, une alliance existe entre les supporters du Wisła Cracovie et ceux de la Lazio de Rome.

## Personnalités du club

### Joueurs emblématiques
- Marcin Baszczyński
- Jakub Błaszczykowski
- Ryszard Czerwiec
- Tomasz Frankowski
- Arkadiusz Głowacki
- Damian Gorawski
- Konrad Gruszkowski
- Bolesław Habowski
- Andrzej Iwan
- Jan Jałocha
- Mariusz Jop
- Radosław Kałużny
- Zdzisław Kapka
- Władysław Kawula
- Tomasz Kłos
- Kazimierz Kmiecik
- Marek Kusto
- Marcin Kuźba
- Antoni Łyko
- Henryk Maculewicz
- Edward Madejski
- Radosław Majdan
- Adam Musiał
- Adam Nawałka
- Henryk Reyman
- Piotr Skrobowski
- Radoslaw Sobolewski
- Mirosław Spiżak
- Maciej Stolarczyk
- Maciej Szczęsny
- Antoni Szymanowski
- Tomasz Wisio
- Maciej Żurawski
- Marcelo
- Kalu Uche
- Emilian Dolha
- Nikola Mijailović
- Stanko Svitlica
- Marek Penksa

### Entraîneurs
- Imre Schlosser (1924-1929)
- Frantisek Kożeluch (1929-1934)
- Vilmos Nyul (1934-1939)
- Otto Mazal-Skvajn (1939-1946)
- Jan Kotlarczyk (1946-1947)
- Artur Walter (1947-1948)
- Josef Kuchynka (1948-1950)
- Michał Matyas (1950-1954)
- Mieczysław Gracz (1954-1955)
- Artur Woźniak (1956-1957)
- Josef Kuchynka (1958-1959)
- Karoly Kosa (1959-1960)
- Karel Finek (1960-1961)
- Mieczysław Gracz (1961-1962)
- Karel Kolský (1963-1964)
- Czesław Skoraczyński (1964-1967)
- Mieczysław Gracz (1967-1969)
- Gyula Teleky (1969-1970)
- Michał Matyas (1970-1971)
- Marian Kurdziel (1971-1972)
- Jerzy Steckiw (1972-1974)
- Aleksander Brożyniak (1975-1977)
- Orest Lenczyk (1977-1979)
- Lucjan Franczak (1979-1981)
- Wiesław Lendzion (1981-1982)
- Roman Durniok (1982-1983)
- Edmund Zientara (1983-1984)
- Orest Lenczyk (1984-1985)
- Stanisław Chemicz (1985)
- Lucjan Franczak (1985-1986)
- Stanisław Cygan (1986-1987)
- Aleksander Brożyniak (1987-1989)
- Stanisław Chemicz (1989)
- Adam Musiał (1989)
- Bogusław Hajdas (1989)
- Adam Musiał (1990-1992)
- Kazimierz Kmiecik (1992)
- Karol Pecze (1992-1993)
- Marek Kusto (1993-1994)
- Orest Lenczyk (1994)
- Marek Kusto (1994)
- Lucjan Franczak  (1994-1996)
- Kazimierz Kmiecik (1996)
- Henryk Apostel (1996-1997)
- Kazimierz Kmiecik (1997)
- Wojciech Łazarek (1997-1998)
- Jerzy Kowalik (1998)
- Franciszek Smuda (1998-1999)
- Marek Kusto (1999-2000)
- Wojciech Łazarek (2000)
- Adam Nawałka (2000)
- Orest Lenczyk (2000-2001)
- Adam Nawałka (2001)
- Franciszek Smuda (2001-2002)
- Henryk Kasperczak (2002-2004)
- Verner Lička (2005)
- Jerzy Engel (2005)
- Tomasz Kulawik (2005)
- Dan Petrescu (2005-2006)
- Dragomir Okuka (2006)
- Adam Nawałka (2007)
- Kazimierz Moskal (2007)
- Maciej Skorża (2007-2010)
- Henryk Kasperczak (2010)
- Robert Maaskant (2010-2011)
- Kazimierz Moskal (2011-2012)
- Michał Probierz (2012)
- Tomasz Kulawik (2012-2013)
- Franciszek Smuda (2013-2015)
- Kazimierz Moskal (2015)
- Tadeusz Pawłowski (2015-2016)
- Dariusz Wdowczyk (2016-nov. 2016)